# Nicola Canali
Nicola Canali (Rieti, 6 de junho de 1874 — Cidade do Vaticano, 3 de agosto de 1961) foi cardeal italiano da Igreja Católica. Ele serviu como Presidente da Pontifícia Comissão para o Estado da Cidade do Vaticano, a partir de 1939, e como Penitenciário-Mor de 1941 até sua morte, e ascendeu ao cardinalato em 1935. Também foi Grão-Mestre da Ordem Equestre do Santo Sepulcro de Jerusalém, prestigiada ordem de cavalaria papal.

## Biografia
Canali nasceu em Rieti, filho da condessa Leoneta Vincentini e de seu esposo, o marquês Filippo Canali. Depois de estudar na Pontifícia Universidade Gregoriana e na Pontifícia Universidade São Tomás de Aquino, em Roma, foi ordenado presbítero em 31 de março de 1900 na Basílica de Latrão. Em 1 de setembro de 1903, Canali tornou-se secretário particular do cardeal Rafael Merry del Val e entrou para a Cúria Romana, na Secretaria de Estado. Foi elevado ao posto de Camareiro Secreto de Sua Santidade em novembro do mesmo ano.
Em 21 de março de 1908, Monsenhor Canali foi nomeado para substituto dos Assuntos Gerais da Secretaria de Estado e, dois dias depois, foi feito Prelado Doméstico de Sua Santidade. Em 24 de setembro de 1914, foi designado Secretário da Sagrada Congregação de Cerimônias. Como secretário, era o segundo oficial mais graduado daquele dicastério, sucessivamente sob o comando dos irmãos cardeais Serafino e Vincenzo Vannutelli. Em 27 de junho de 1926, foi nomeado perito do Santo Ofício e, em 15 de setembro seguinte, Protonotário Apostólico.
O Papa Pio XI fê-lo Cardeal-Diácono de São Nicolau no Cárcere no consistório de 16 de dezembro de 1935. Canali foi um dos cardeais eleitores no Conclave de 1939 que elegeu o Papa Pio XII. Este, por sua vez, escolheu Canali para ser o primeiro Presidente da Pontifícia Comissão para o Estado da Cidade do Vaticano em 20 de março de 1939.
Em 16 de julho de 1940, foi feito protetor da Ordem do Santo Sepulcro de Jerusalém; posteriormente, tornou-se seu grão-mestre, em 26 de dezembro de 1949. Neste mesmo ano, a Ação Católica pediu permissão para "vender souvenires na Praça de São Pedro. Canali negou dizendo que "São Pedro é casa de oração. A este episódio, seguiu um caso de furtos planejados na dita praça, e o subsequente banimento de todos os comerciantes, fotógrafos e mendigos.
Feito Penitenciário-Mor em 15 de outubro de 1941, foi designado Pró-Presidente da Administração do Patrimônio da Sé Apostólica em 1951 (permanecendo neste cargo até sua morte) e participou do Conclave de 1958, que elegeu o Papa João XXIII. Sendo o Cardeal Protodiácono, a ele coube anunciar e coroar o novo pontífice, em 4 de novembro de 1958.
Canali morreu de pneumonia em seu apartamento no Vaticano, aos 87 anos de idade. Seu corpo foi sepultado na igreja de Santo Onofre no Janículo em Roma. Ele foi o último cardeal não-bispo a morrer antes do Papa João XXIII expedir, em 15 de abril de 1962, o motu proprio Cum gravissima, determinando que, a partir de então, todos os cardeais deveriam receber a sagração episcopal. No entanto, ele não foi o último cardeal não-bispo, já que alguns poucos, como Avery Dulles, obtiveram dispensa desta regra.